# Simulium perforatum
Simulium perforatum är en tvåvingeart som beskrevs av Alex Fain och Félix Dujardin 1983. Simulium perforatum ingår i släktet Simulium och familjen knott. Inga underarter finns listade i Catalogue of Life.